# Ballada o prawdziwym kłamstwie
Ballada o prawdziwym kłamstwie – polski film dokumentalny z 2007 roku w reżyserii Andrzeja Trzosa-Rastawieckiego. Jest to opowieść o PRL-u, mechanizmach propagandy, oszustwach wyborczych. W filmie wystąpił Piotr Fronczewski.